# 星星集团
星星集团为浙江省台州市的一家主要销售、生产家电的上市公司，董事长叶仙玉先生于1988年创办，冷柜、冰箱、洗碗机、饮水机、空调等家用电器和光学低通滤波器、电脑显示器等产品。集团总资产过百亿元，销售额近百亿元。拥有十多家全资、控股权属公司，其中上市公司2家，拟上市公司1家。

## 主要荣誉
- 2012年中国民营企业500强

- 浙江省百强企业

- 中国驰名商标

- 星星冰箱、冷柜双双被认定为“中国名牌”、“中国出口名牌”